# Tramlijn 367 (NMVB)/Oost-Vlaanderen
Tramlijn 367 (NMVB)/Oost-Vlaanderen was de buurtspoorweglijn Sint-Niklaas - Kieldrecht - Doel. Ze werd geopend in september-oktober 1893 en gesloten in 1944.

## Geschiedenis

### Inoverwegingneming, vergunning, aanleg en verpachting
De NMVB vroeg de inoverwegingneming van de lijn Sint-Niklaas - Kieldrecht aan en verkreeg ze op 28 april 1888. Na de samenstelling van het benodigde kapitaal (530.000 fr., waarvan 133.000 onderschreven door de Staat, 265.000 door de provincie en 132.000 door de gemeenten) werd de vergunning aangevraagd op 17 maart 1892 en verleend op 26 september 1892. De lijn werd aangelegd in de loop van het jaar 1893. De exploitatie van de lijn werd verpacht aan de S.A. d'exploitation du chemin de fer vicinal de Saint-Nicolas - Kieldrecht et extensions. Het baanvak Sint-Niklaas - Kieldrecht werd voor het publiek geopend op zondag 24 september 1893 (op 1 september had reeds een inspectierit plaatsgehad door de NMVB) en op zondag 8 oktober plechtig ingehuldigd.
De inoverwegingneming van de verlenging tot Doel werd aangevraagd op 16 maart 1900 en toegestaan op 15 april 1901. Het kapitaal van 430.000 fr., onderschreven door de Staat (215.000 fr.), de provincie (107.000 fr.) en de gemeenten (108.000 fr.), werd samengevoegd met het kapitaal van het baanvak Sint-Niklaas - Kieldrecht. De vergunning voor het baanvak Kieldrecht - Doel werd aangevraagd op 23 mei 1902 en verleend op 28 december 1902. De werken werden pas in de loop van het jaar 1904 uitgevoerd en het nieuwe baanvak werd geopend op 15 februari 1905.
Bij een nieuwe aanbesteding van de gehele lijn op 29 november 1908 werd de exploitatie toevertrouwd aan de S.A. de Transports urbains et vicinaux, die opgericht was in 1899 en een tiental buurtspoorlijnen in Oost-Vlaanderen exploiteerde.

### Eerste Wereldoorlog en interbellum
Tijdens de Eerste Wereldoorlog werden veel buurtspoorlijnen opgebroken door de Duitse bezetter. De lijn Sint-Niklaas - Doel is echter intact gebleven. Na de oorlog werd ze, net als alle andere buurtspoorlijnen, rechtstreeks geëxploiteerd door de NMVB. Om de concurrentie door autobusdiensten het hoofd te kunnen bieden, werden de drukste lijnen geëlektrificeerd en op de andere lijnen werden de treinen met stoomtractie zoveel mogelijk vervangen door 'spoorauto's' of autorails met dieselmotor. De lijn Sint-Niklaas - Doel was een van de eerste waarop vanaf 1931 dergelijke spoorauto's werden ingezet (o.m. de AR5, AR6 en AR30).

### Afbouw tijdens de Tweede Wereldoorlog
Op het einde van de Tweede Wereldoorlog werden grote delen van de lijn Sint-Niklaas - Doel opgebroken door de Duitse bezetter, die de rails o.m. gebruikte om bunkers te verstevigen. Dit betekende het einde van de exploitatie van deze lijn (13 juli 1944). Ze werd definitief vervangen door een autobusdienst, die tot op de dag van vandaag bestaat (lijn 31). In 1949 verdwenen de laatste rails die hier en daar in de bestrating waren achtergebleven.

## Verloop van de lijn, stations en stopplaatsen, stelplaatsen
De lijn vertrok aan het station van Sint-Niklaas en liep via de Leopold II-laan naar Vijfstraten, waar ze aan de overweg de grote spoorweg (lijnen naar Antwerpen en naar Mechelen) gelijkgronds kruiste. Verder liep ze over haar hele lengte over of in de berm naast de openbare weg, de huidige N451 via Nieuwkerken-Waas, Vrasene, Verrebroek, Kieldrecht en Saftingen naar Doel.
De lijn was 24 km lang. In de loop van haar exploitatie zijn de volgende stations en stopplaatsen in dienst geweest [Telegrafische afkortingen tussen vierkante haakjes]:
- Sint-Niklaas (Statie) [FSN]
- Sint-Niklaas (Stelplaats)
- Sint-Niklaas (Vijfstraten)
- Sint-Niklaas (Klapperbeekstraat)
- Nieuwkerken (Oud Kantoor = Huis ten Halve)
- Nieuwkerken (In de Roos)
- Nieuwkerken (Statie = Dorp) (uitwijkspoor)
- Nieuwkerken (Vrasenestraat)
- Nieuwkerken (Hospitaal)
- Vrasene (Kerk = Dorp)
- Vrasene (Statie) (uitwijkspoor) [FVC]
- Vrasene (Polderhuis)
- Verrebroek (Schoorstraat)
- Verrebroek (Waterkasteel)
- Verrebroek (Kerk = Dorp) (uitwijkspoor) [MVK]
- Verrebroek (Rijkstraat)
- Kieldrecht (Bralstraat)
- Kieldrecht (Gemeentestraat)
- Kieldrecht (Nieuwstraat)
- Kieldrecht (Klooster)
- Kieldrecht (Gemeentehuis = Dorp)
- Kieldrecht (Statie) (uitwijksporen) [FKI]
- Kieldrecht (Huis ten halven)
- Kieldrecht (Westzeestraat)
- Doel (Smisstraat)
- Doel (Saeftingen)
- Doel (Westlangenweg)
- Doel (Barreel)
- Doel (Dorp)
- Doel (Stelplaats) [LDO]

De stelplaats in Sint-Niklaas bevond zich tussen de boog van de spoorlijn naar Mechelen en de Oude Molenstraat, waar thans de Singel R42 ligt. Deze stelplaats bleef in gebruik voor de autobussen van de NMVB tot in de jaren 1960.
In Kieldrecht werd oorspronkelijk een kleine loods gebouwd waar rollend materieel kon overnachten. Na het doortrekken van de lijn tot Doel werd ook in Doel een stelplaats gebouwd, aan de noordzijde van de Engelsesteenweg en loodrecht op die straat, in de hoek tussen de Engelsesteenweg en de Scheldemolenstraat. Van daaruit was er ook een aansluiting schuin over de Scheldedijk naar het haventje van Doel.

## Dienstregeling
Tot in de jaren 1920 waren er vier tot zes heen- en terugritten per dag, met een paar extra ritten op donderdag, marktdag in Sint-Niklaas. Toen er spoorauto's werden ingezet, werd de dienstregeling uitgebreid: in 1937 bv. waren er tien heen- en terugritten per dag (waarvan één beperkt tot Kieldrecht). Op donderdag waren er drie extra heen- en terugritten (waarvan twee beperkt tot Kieldrecht). Bovendien was er op zondagavond een late heen- en terugrit extra.

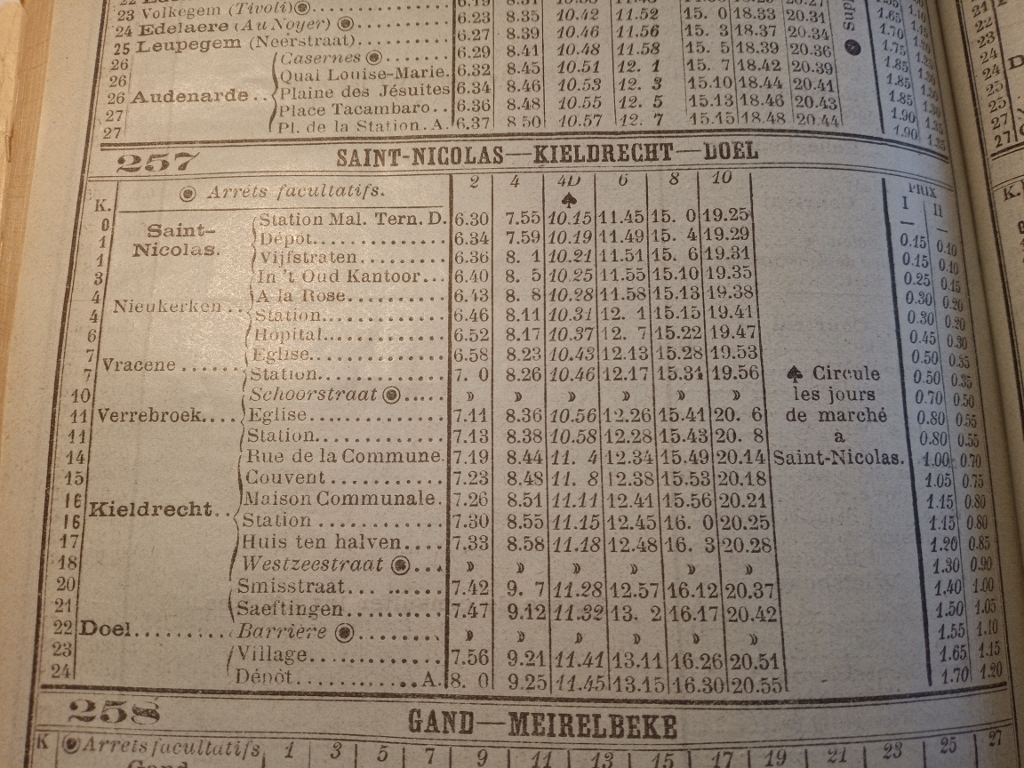
Dienstregeling januari-april 1907
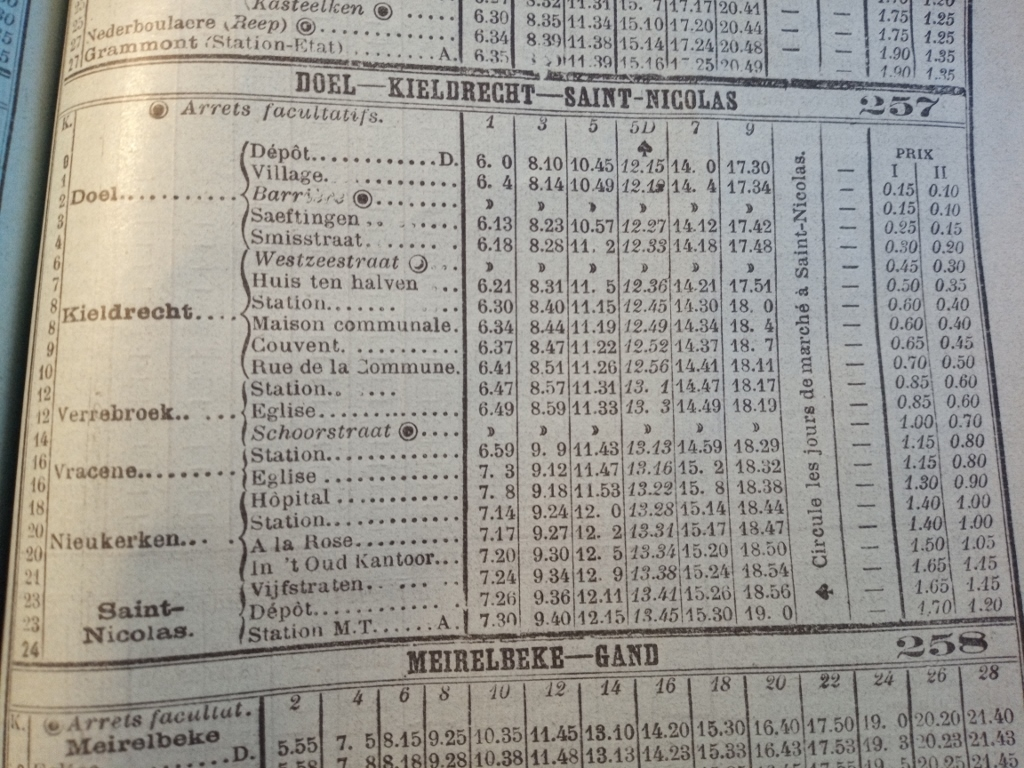
Dienstregeling januari-april 1907
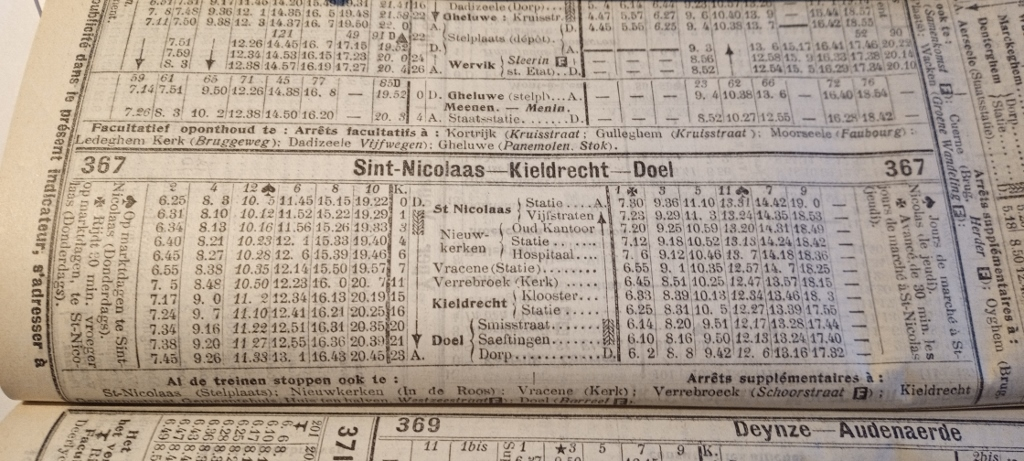
Dienstregeling mei-juni 1914
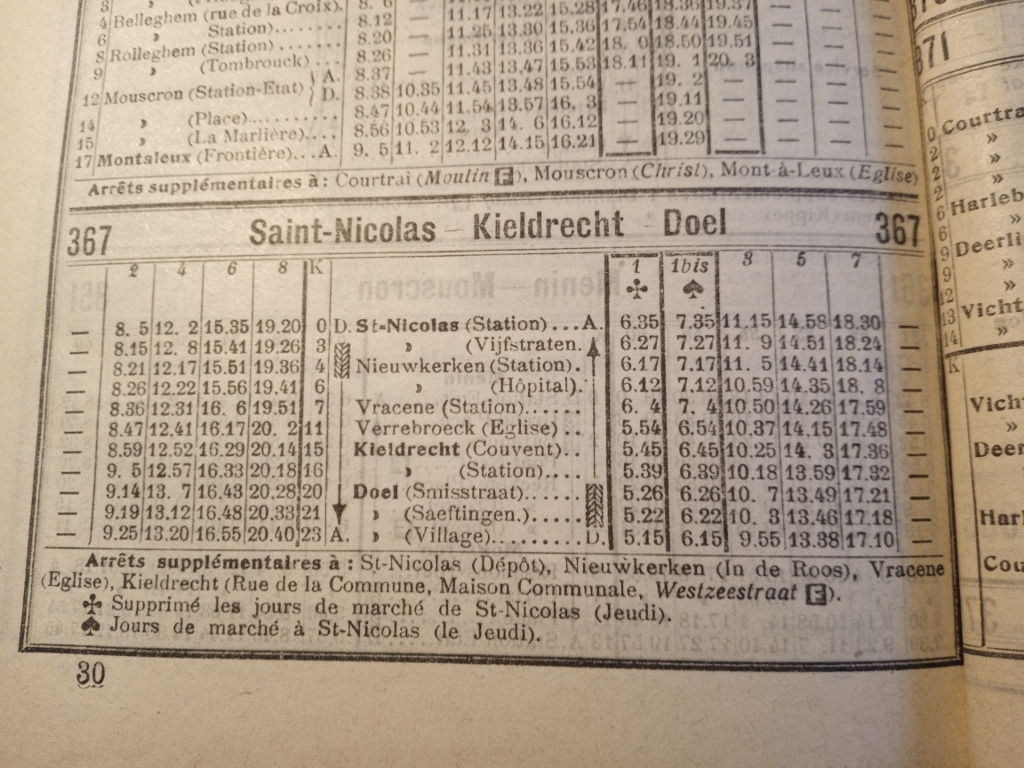
Dienstregeling 1920
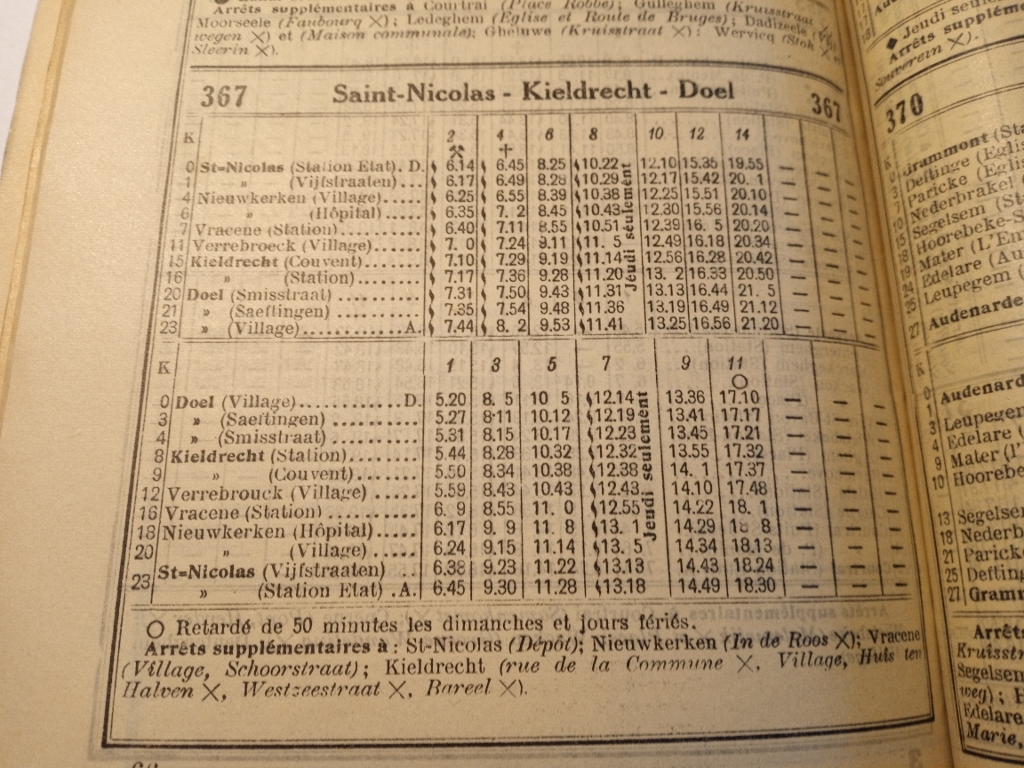
Dienstregeling 1931
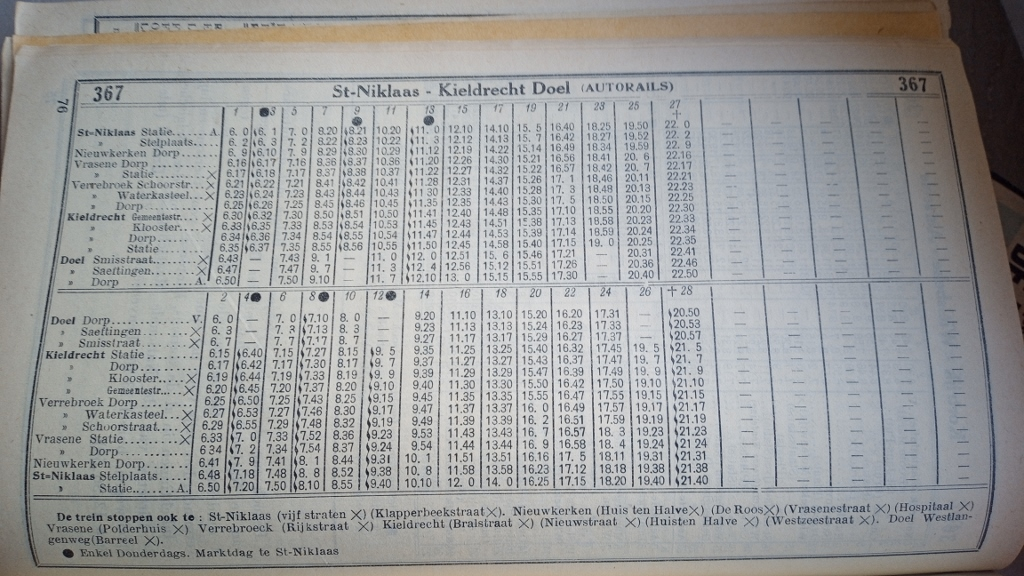
Dienstregeling zomer 1937

## Overblijfselen in het landschap
Aangezien de lijn over haar gehele lengte op of naast de openbare weg liep, zijn er nauwelijks zichtbare sporen van overgebleven. Toch zijn er nog overblijfselen te zien van het baanvak Kieldrecht - Doel:
- De site van het station van Kieldrecht is nog zichtbaar naast het begin de Nieuw-Arenbergstraat aan de oostzijde (thans gedeeltelijk verharde parkeerplaats voor auto's).
- Aan de zuidzijde van dezelfde lange straat, verder oostwaarts richting Doel, ziet men nog goed de brede berm waarover de tramlijn liep.
- De Nieuw-Arenbergstraat gaat over in de Dreefstraat, en waar die in Saftingen een scherpe bocht naar het noorden maakt, sneed de tramlijn die bocht af over een stukje eigen bedding, rechtstreeks naar de Engelsesteenweg. In het weiland ten noordwesten van genoemde scherpe bocht is het talud nog te zien waarover de tramlijn liep.